# جوستين جاكسون (لاعب كرة سلة)
جوستين جاكسون (بالإنجليزية: Justin Jackson)‏ (25 مارس 1995 بسبرينغ في الولايات المتحدة - ) هو لاعب كرة سلة أمريكي في مركز هجوم صغير الجسم. لعب مع نورث كارولينا تار هيلز ‏.

## وصلات خارجية
- جوستين جاكسون على موقع الاتحاد الدولي لكرة السلة (الإنجليزية)
- جوستين جاكسون على موقع إن بي أي (الإنجليزية)
- جوستين جاكسون على موقع سبورتس رفرنس (الإنجليزية)
- جوستين جاكسون على موقع كرة السلة الأوروبية.كوم (الإنجليزية)
- جوستين جاكسون على موقع إي إس بي إن.كوم (الإنجليزية)
- جوستين جاكسون على موقع كلية كرة السلة في سبورتس رفرنس.كوم (الإنجليزية)
- جوستين جاكسون على موقع ريلجم (الإنجليزية)
- جوستين جاكسون على موقع بروبوليرز (الإنجليزية)
- جوستين جاكسون على موقع سبورتس رفرنس (الإنجليزية)